# اهلزدارف
اهلزدارف (به آلمانی: Ahlsdorf) یک شهر در آلمان است که در زاکسن-آنهالت واقع شده‌است.

## خصوصیات
اهلزدارف ۵٫۰۹ کیلومترمربع مساحت دارد ۲۴۵ متر بالاتر از سطح دریا واقع شده‌است.